# Disney Television Studios
Disney Television Studios est une société regroupant les intérêts de la Walt Disney Company dans la télévision, filiale de Disney Media Networks.

## Historique
Le 8 octobre 2018, la Walt Disney Company présente un nouvel organigramme pour ses activités télévisuelles une fois l'Acquisition de la 21st Century Fox finalisée avec Peter Rice ancien directeur général de Fox Networks Group, nommé président de Walt Disney Television et coprésident de Disney Media Networks, et qui remplace Ben Sherwood, l'entité Disney-ABC Television disparaissant,,,. Walt Disney Television regroupe ABC, ABC Studios, les stations détenues et exploitées par ABC, les Disney Channel, Freeform, 20th Century Fox Television, FX Networks et FX Productions, Fox 21 Television Studios et National Geographic,,. Plusieurs responsables de la 21st Century Fox sont aussi nommés dans l'organigramme comme Dana Walden ancienne directrice de FX Networks qui prend la tête de Walt Disney Television et ABC Entertainment, John Landgraf prend en charge FX Networks et FX Productions et Gary Knell conserve la responsabilité de National Geographic,,.
Le 5 mars 2019, Disney nomme l'ancien directeur de Warner Bros. Craig Hunegs président d'une nouvelle division nommée Disney Television Studios regroupant les activités d'ABC Studios, 20th Century Fox Television et Fox 21 Television Studios.
Le 22 mars 2019, Craig Hunegs rappelle dans un mémo interne que les différents studios restent indépendants.
Le 25 avril 2019, Shannon Ryan, ancienne de la Fox est nommée présidente du marketing pour ABC Entertainment et Disney Television Studios, sous la responsabilité de Dana Walden,. Le 29 avril 2019, la productrice Octavia Spencer signe un contrat de 3 ans avec 20th Century Fox Television, nouvelle filiale de Disney Television Studios, et crée son propre studio Orit Entertainment, avec son partenaire Brian Clisham.
Le 10 juin 2019, Disney annonce que Sharon Klein est charge du service du casting conjoint de Disney Television Studios et FX Entertainment,
,,.
Le 31 juillet 2019, Disney met en place une nouvelle organisation pour Hulu à la suite de sa prise de contrôle de mai 2019 et place l'équipe de développement des scénarios originaux sous la responsabilité de Walt Disney Television au côté de Disney Television Studios.

## Organisation
- ABC Signature (ex-Touchstone Television)
  - ABC Signature Studios (crée en 2013, fusionné en 2020)
  - ABC Studios International (crée en 2018, fermé en 2019)
- 20th Television
  - 20th Television Animation
- Touchstone Television (ex-Fox 21 Television Studios / achat en 2019, fermé en 2020, productions transférées à 20th Television)
- Searchlight Television
- Walt Disney Television Alternative